# استاکتن (آیووا)
استاکتن (به انگلیسی: Stockton) شهری در ایالت آیووا کشور ایالات متحده آمریکا است که جمعیت آن در سرشماری سال ۲۰۱۰ میلادی، ۱۹۷ نفر بوده‌است.